# Tetragnatha insularis
Espèce
Tetragnatha insularis est une espèce d'araignées aranéomorphes de la famille des Tetragnathidae.

## Distribution
Cette espèce est endémique de l'île Lord Howe dans l'État de Nouvelle-Galles du Sud en Australie.

## Description
Les mâles mesurent de 5,2 à 6,8 mm et les femelles de 6,5 à 8,9 mm.

## Étymologie
Son nom d'espèce lui a été donné en référence au lieu de sa découverte, une île.

## Publication originale
- Okuma, 1987 : A revision of the Australasian species of the genus Tetragnatha (Araneae, Tetragnathidae). Esakia, vol. 25, p. 37-96 (texte intégral).